# Àcid dipròtic
Un àcid dipròtic és un àcid com H₂SO₄ (àcid sulfúric) el qual conté dins de la seva estructura molecular dos àtoms d'hidrogen per molècula capaç de dissociar-se (és a dir, ionitzable) en l'aigua. La dissociació completa dels àcids dipròtics és la mateixa que es forma en l'àcid sulfúric:
H₂SO₄ → H+(aq) + HSO₄−(aq) Ka = 1 × 103
HSO₄− → H+(aq) + SO₄2−(aq) Ka = 1 × 10−2
Aquesta dissociació no passa tota al mateix temps degut al fet que els dos estadis de dissociació tenen diferents valors de Ka. La primera dissociació pot, en el cas de l'àcid sulfúric, ocórrer completament, però la segona pot no fer-ho.
Els àcids dipròtics són interessants en els experiments de titulació, quan es poden veure dos punts d'equivalència per a l'acid en variar el pH. Això passa perquè els dos hidrogens capaços d'hidrogenació en la molècula àcida no deixen l'àcid al mateix temps.
Entre els àcids dipròtics es troben també l'àcid màlic (de les pomes i cireres)i l'àcid tàrtric, (del raïm i la pinya americana).